# Malikha Mallette
Pour les articles homonymes, voir Malikha et Mallette.
Malikha Mallette est une actrice et animatrice de radio américaine.

## Filmographie
- 2006 : CD USA (série télévisée) : l'invitée
- 2008 : Cadillac Records : Little Walter's Girlfriend
- 2008-2010 : One Life to Live (série télévisée) : la reportère (9 épisodes)
- 2010-2011 : 12 Steps to Recovery (mini-série) : Bernie Johnson (3 épisodes)
- 2012 : You're Nobody 'til Somebody Kills You : Radio Personality Cynthia Mills
- 2013 : Epic : La Bataille du royaume secret : Jinn Mom (voix)
- 2013 : Rapture (court métrage) : Jenn
- 2013 : 1982 : Panacea Clinic Nurse
- 2013 : The Married Bachelor TV Pilot (téléfilm) : Brenda Wallace
- 2014 : Hard Times (court métrage) : Vanessa
- 2015 : Love for Passion (court métrage) : LR
- 2015 : Person of Interest (série télévisée) : Cable News Anchor
- 2015 : I Love You... But I Lied (série télévisée) : Brooke
- 2015 : Black Card (court métrage) : Deputy Fields
- 2016 : The Inspectors (série télévisée) : Rita Darby
- 2017 : New York, unité spéciale (saison 18, épisode 14) : avocate Paige Fowler
- 2017 : Bull (série télévisée) : la femme des nouvelles télévisées
- 2018 : Blindspot (série télévisée) : la docteure
- 2018 : Daredevil (série télévisée) : Tanya Mills
- 2018 : House of Cards (série télévisée) : Vivian
- 2013-2018 : Fatal Attraction (série télévisée documentaire)  : la narratrice (165 épisodes)